# Mercado Municipal de São José dos Campos
O Mercado Municipal de São José dos Campos é uma instituição centenária, atualmente abrigada em um prédio erguido a partir de 1921 no mesmo endereço do edifício original. Localizado no centro da cidade seu objetivo era atender a demanda da população de São José dos Campos por alimentos frescos, ao mesmo tempo em que garantindo um impulso para o comércio regional. Inaugurado em 11 de março de 1923, o edifício que abriga o mercado municipal joseense possui 2.188,14 m2 de área construída, aproximadamente três vezes o tamanho do prédio ioriginal. Em 04 de Julho de 1994 ele foi transformado em Elemento de Preservação Nível 2 pela Lei Municipal 4595/94.
Atualmente, o mercado reúne 90 comerciantes cadastrados pela Prefeitura, que comercializam uma variedade de artigos, incluíndo: peixe, carne, verduras, legumes, pastéis e artesanato. O mercado municipal de São José dos Campos recebe atualmente a visita de 15 mil pessoas por mês.